# Crew United
Crew United ist ein in Deutschland ansässiges Online-Netzwerk der Filmbranche. Es wird auch zur Castingvorauswahl bzw. Personalrekrutierung für Kino-, Fernseh, Video- und Werbeproduktionen genutzt.

## Geschichte
Eigenen Angaben zufolge entstand die Website für freie Mitarbeiter in der Filmbranche im Frühjahr 1996 und war zunächst über einen Homespace bei CompuServe erreichbar. Vincent Lutz und Oliver Zenglein gründeten im Frühjahr 2001 die Crew United – Lutz & Zenglein GbR, um die Seite weiter zu betreiben. Seit November 2003 wird zwischen dem kostenlosen Basic- und zwei kostenpflichtigen Premium-Status unterschieden. Seit Dezember desselben Jahres vertreibt Crew United exklusiv die wöchentlich erscheinende PDF-Zeitschrift cinearte – Nachrichten für Filmschaffende. Vom 8. Oktober 2010 bis 31. Juli 2023 bestand eine Kooperation mit schauspielervideos.de. In der ohne Registrierung zugänglichen Datenbank findet man Informationen zu ca. 458.000 Schauspielern und anderen Filmschaffenden, 71.400 Firmen und 256.000 Filmprojekten (Stand 13. Dezember 2023) und es werden ca. 800.000 Besuche von ca. 500.000 unterschiedlichen Besuchern pro Monat verzeichnet (Stand 29. Januar 2021).
Crew United bietet auch die Möglichkeit, Jobangebote in der Medienbranche zu veröffentlichen. Seit April 2025 ist zur aktiven Nutzung ein Abonnement erforderlich. Das ursprünglich rein deutschsprachige Angebot ist nun teilweise auch in Englisch, Französisch, Spanisch, Italienisch und anderen Sprachen nutzbar.
Seit 2012 ist Crew United bei der Vergabe des 2011 ins Leben gerufenen FairFilmAwards, der faire Bedingungen am Filmset auszeichnet, beteiligt. Von 2012 bis 2018 wurde der Award in Zusammenarbeit mit Die Filmschaffenden (Bundesvereinigung der Filmschaffenden-Verbände) verliehen. 2019 bis 2023 wurde der Award übergangsweise alleine von Crew United verliehen. Mit dem FairFilmAward 2024 geht die Verleihung wieder zurück an die Verbände, mit der 2023 gegründeten Initiative Fair Film.
Die Einträge bei Crew entstehen durch einen partizipativen Ansatz mit anschließender Redaktion. Neuen Einträge können von angemeldeten Benutzern erstellt werden, die dann von der Redaktion geprüft und ergänzt werden. Jede gelistete Sprache verfügt über ein eigenes Redaktionsteam.